# Zeche St. Georg (Wetter)
Die Zeche St. Georg war ein Steinkohlen-Bergwerk in Esborn, heute ein Stadtteil von Wetter (Ruhr). Das Längenfeld der Zeche St. Georg wurde 1788 verliehen. 
1843 wurde die Zeche mit anderen Berechtsamen zu Ver. St. Georg vereinigt. 
Zum tiefen Aufschluss und zur Entwässerung war ein Stollen aus dem Tal der Schmalenbecke nach Süden aufgefahren worden. 
Der Stollen ist verbrochen und wurde beim Straßenbau überbaut. Vor Ort erinnert heute nichts mehr an die Zeche.